# Uz (Hautes-Pyrénées)
Uz ist eine französische Gemeinde mit 38 Einwohnern (Stand 1. Januar 2022) im Département Hautes-Pyrénées in der Region Okzitanien.

## Lage
Nachbargemeinden sind Saint-Savin im Norden, Pierrefitte-Nestalas im Osten, Soulom im Südosten und Cauterets im Süden.
Die Gemeinde ist Mitglied der Communauté de communes Pyrénées Vallées des Gaves, einem Zusammenschluss von 45 Gemeinden, der seit dem 1. Januar 2017 besteht.

## Demografie
| Einwohner                                                  | 27 | 11 | 10 | 12 | 13 | 24 | 33 | 36 | 34 | 36 |
| Ab 1962 offizielle Zahlen ohne Einwohner mit Zweitwohnsitz |    |    |    |    |    |    |    |    |    |    |

## Geschichte
Uz wird erstmals zwischen 1025 und 1036 im Cartulaire de Saint-Savin unter dem Namen „Us“ urkundlich erwähnt. Im Verlauf der Jahrhunderte sind verschiedene Schreibweisen dokumentiert, darunter „Hus“ (1035, 1157) und „De Usio“ (1342). Auf der Karte von Cassini aus dem späten 18. Jahrhundert erscheint der Ortsname schließlich in der heutigen Form „Uz“.

## Sehenswürdigkeiten
Zu den kulturellen Stätten in Uz zählen die Église Saint-Laurent, die Chapelle de Pouyaspé und ein traditionelles Waschhaus (Lavoir).
Die Gemeinde ist Teil des Nationalpark Pyrenäen. In der näheren Umgebung finden sich zahlreiche Sehenswürdigkeiten wie der Cirque de Gavarnie, der zum UNESCO-Weltkulturerbe gehört, sowie der Pont d’Espagne, die Brèche de Roland und das Observatorium am Pic du Midi de Bigorre.